# 特龍普斯堡

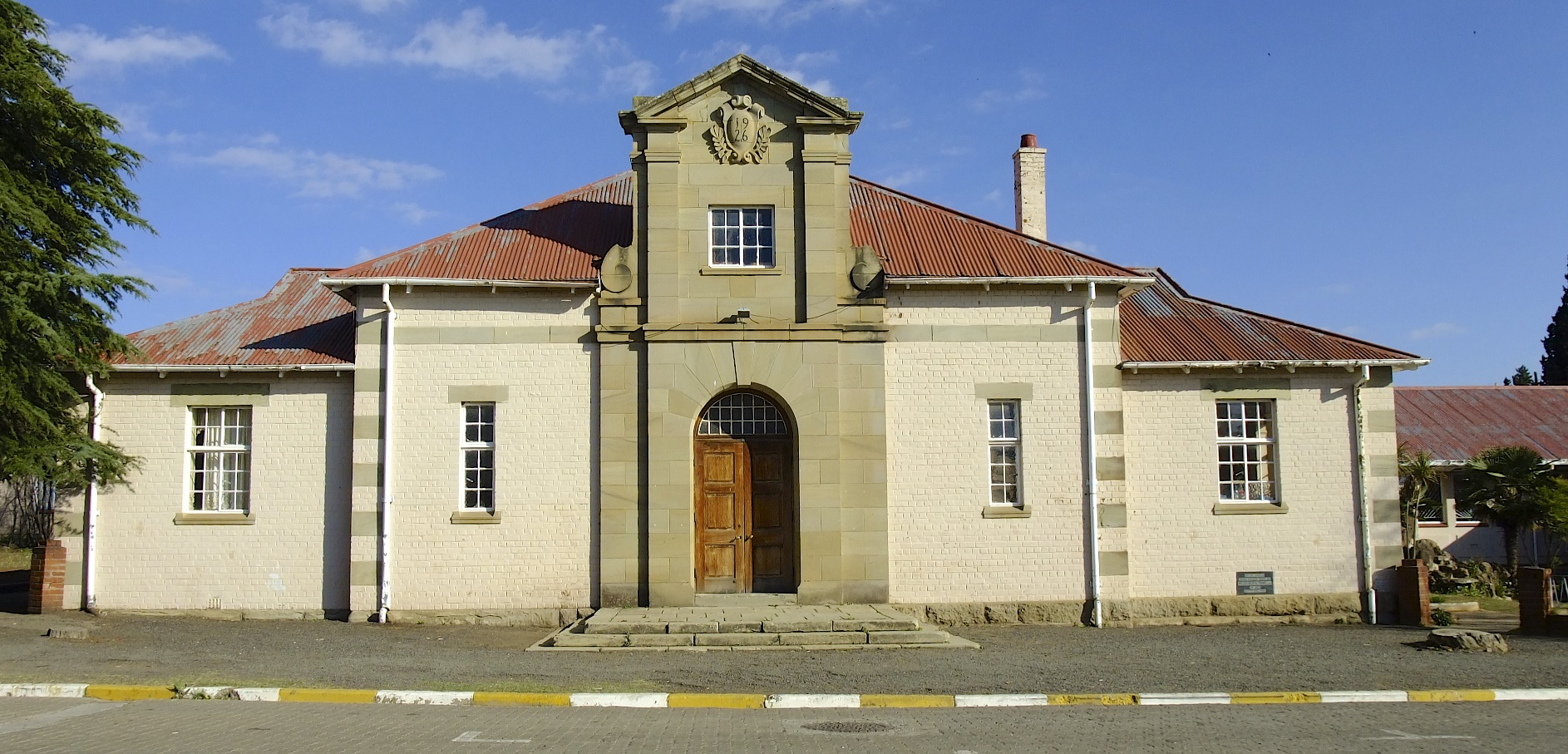
特龍普斯堡

特龍普斯堡是南非的城鎮，位於該國中部，由自由邦省負責管轄，距離布隆方丹122公里，面積1.27平方公里，2001年人口925，人口密度每平方公里730人。